# Hyperolius nasutus
Hyperolius nasutus és una espècie de granota de la família dels hiperòlids que viu a Angola, Botswana, República del Congo, el Gabon, Namíbia, Zàmbia i, possiblement també, a la República Democràtica del Congo i Zimbàbue.
Està amenaçada d'extinció per la pèrdua del seu hàbitat natural.